# Gadong B
Gadong 'B (malaiisch Mukim Gadong 'B) ist ein Mukim (Subdistrikt) des Daerah Brunei-Muara in Brunei. Er hat 33.637 Einwohner (Stand: Zensus 2016).

## Geographie
Der Subdistrikt wurde erst 2007 aufgeteilt. Gadong A ist der nördliche Teil an der Küste des ehemaligen Mukim.
Gadong 'B liegt im zentralen westlichen Teil von Brunei-Muara und grenzt an die Mukim Gadong A im Norden, Berakas A im Nordosten, Kianggeh im Osten und Süden und Kilanas im Süden und Westen.
Im Distrikt verlaufen die Flüsse Sungai Gadong und Sungai Menglait als Zuflüsse des Sungai Kedayan, im Norden grenzt auch der Flughafen Brunei International an.

## Verwaltungsgliederung
Der Mukim gehört auch noch weiterhin zum Hauptstadtbezirk.
Gadong 'B ist unterteilt in Kampong (Dörfer), die die Siedlungen Beribi, Katok 'B' (Mata-Mata Housing Areas of Landless Indigenous Citizens’ Housing Scheme), Kiarong, Kiulap, Mata-Mata und Menglait bilden und umfasst auch das Gadong Commercial Area.
Die Kampong sind:
- Beribi
- Kiarong
- Kiulap
- Mata-Mata
- Mata-Mata Landless Indigenous Citizens’ Housing Scheme Area 1
- Mata-Mata Landless Indigenous Citizens’ Housing Scheme Area 2
- Mata-Mata Landless Indigenous Citizens’ Housing Scheme Area 3
- Menglait
- Pengkalan Gadong
- Perpindahan Mata-Mata